# Égreville
 Égreville  ist eine französische Gemeinde mit 2164 Einwohnern (Stand 1. Januar 2022) im Département Seine-et-Marne in der Region Île-de-France. Sie gehört zum Arrondissement Fontainebleau und zum Kanton Nemours.

## Geographie
Nachbargemeinden von Égreville sind Paley im Norden, Lorrez-le-Bocage-Préaux, Vaux-sur-Lunain und Villebéon im Nordosten, Jouy und Le Bignon-Mirabeau im Südosten, Chevry-sous-le-Bignon im Süden, Bransles und Chevannes im Südwesten, sowie Chaintreaux und Remauville im Nordwesten.

## Bevölkerungsentwicklung
| Jahr      | 1962 | 1968 | 1975 | 1982 | 1990 | 1999 | 2010 |
| Einwohner | 1311 | 1212 | 1224 | 1342 | 1623 | 1841 | 2200 |

## Sehenswürdigkeiten
- Jardin-musée départemental Bourdelle, seit den 1960er Jahren
- Markthalle, erbaut Ende des 15. Jahrhunderts (Monument historique)
- Kirche Saint-Martin, erbaut im 13. bis 17. Jahrhundert (Monument historique)
- Burg aus dem 12. Jahrhundert

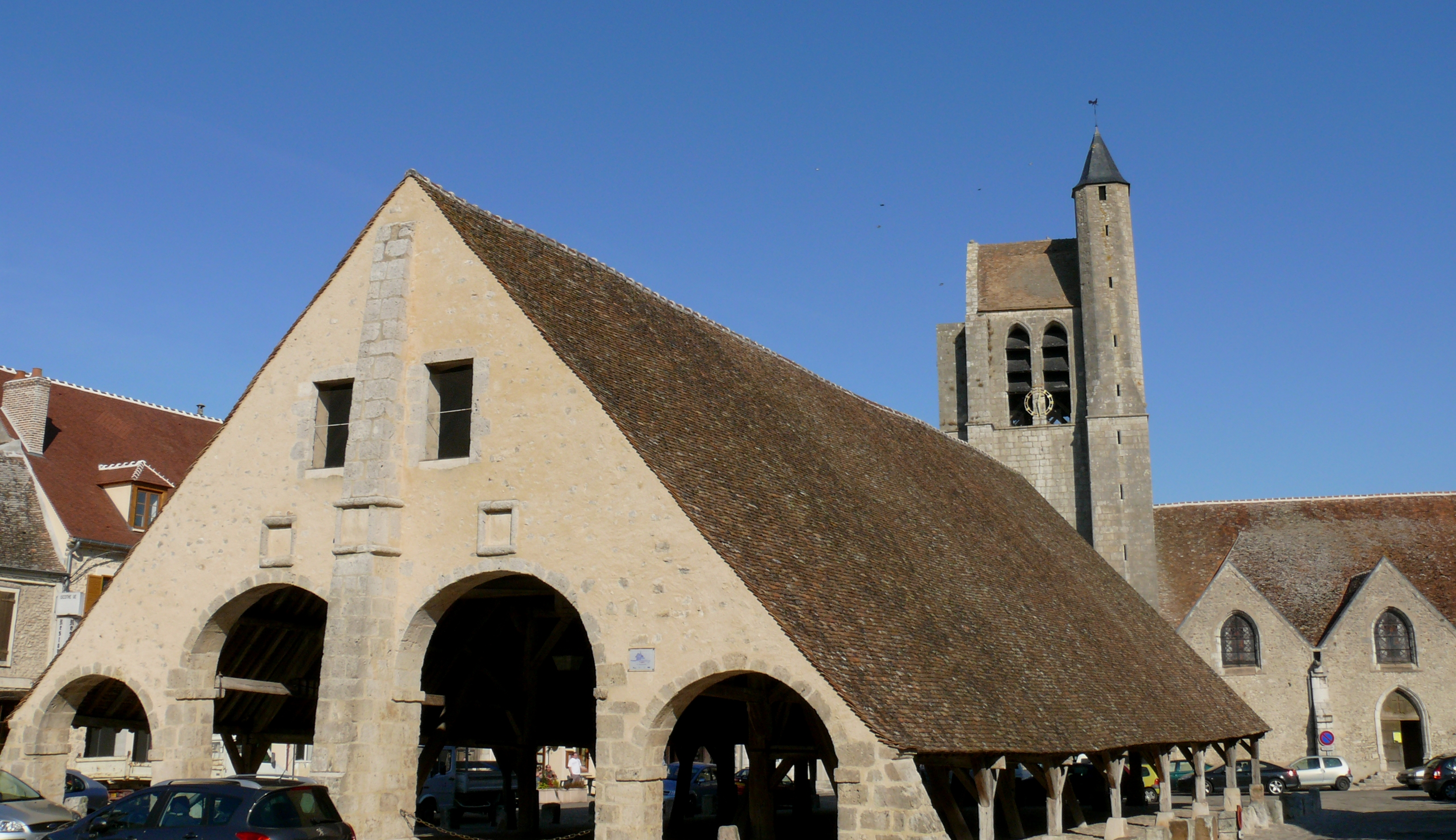
Markthalle und Kirche
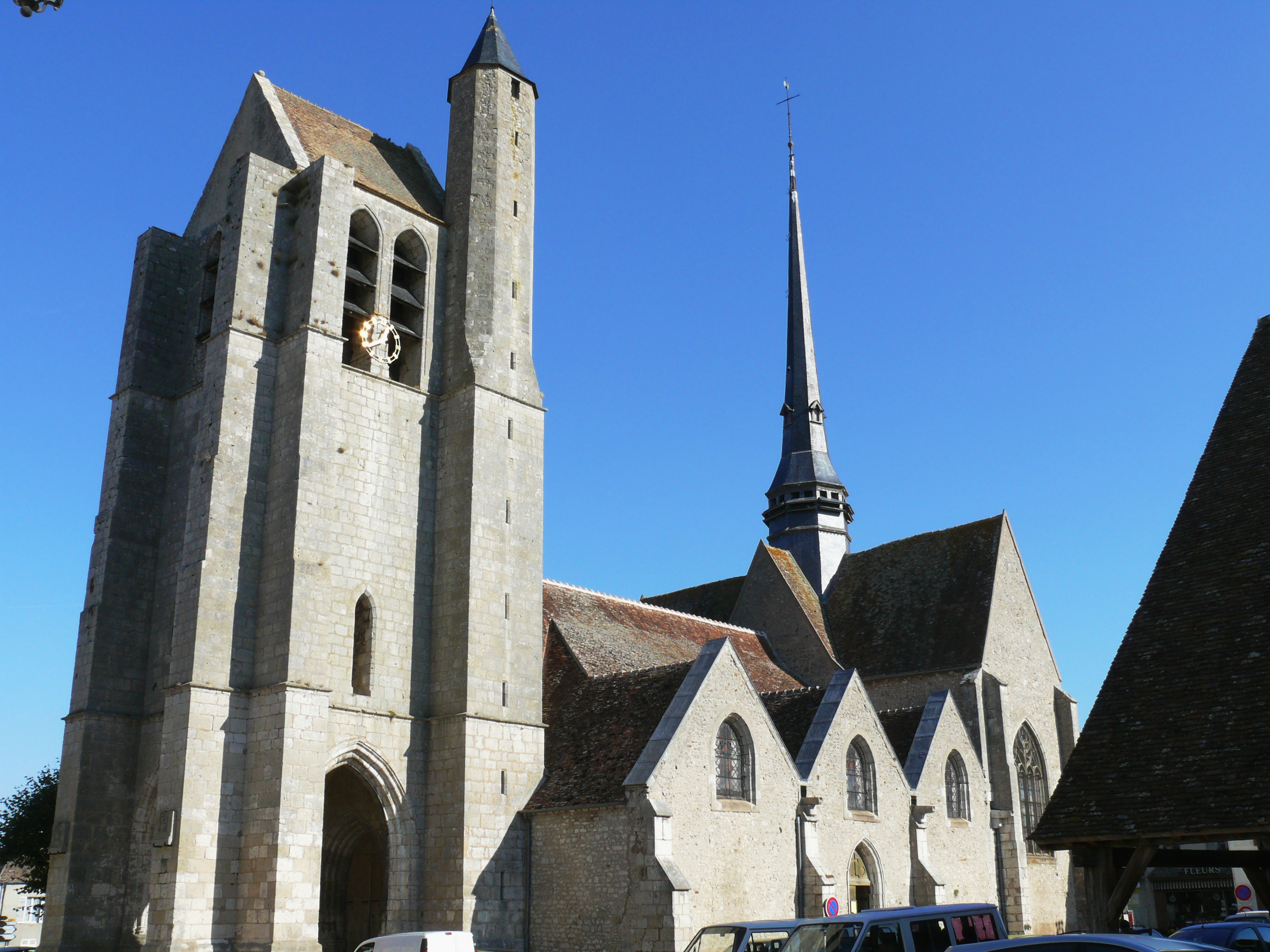
Kirche Saint-Martin
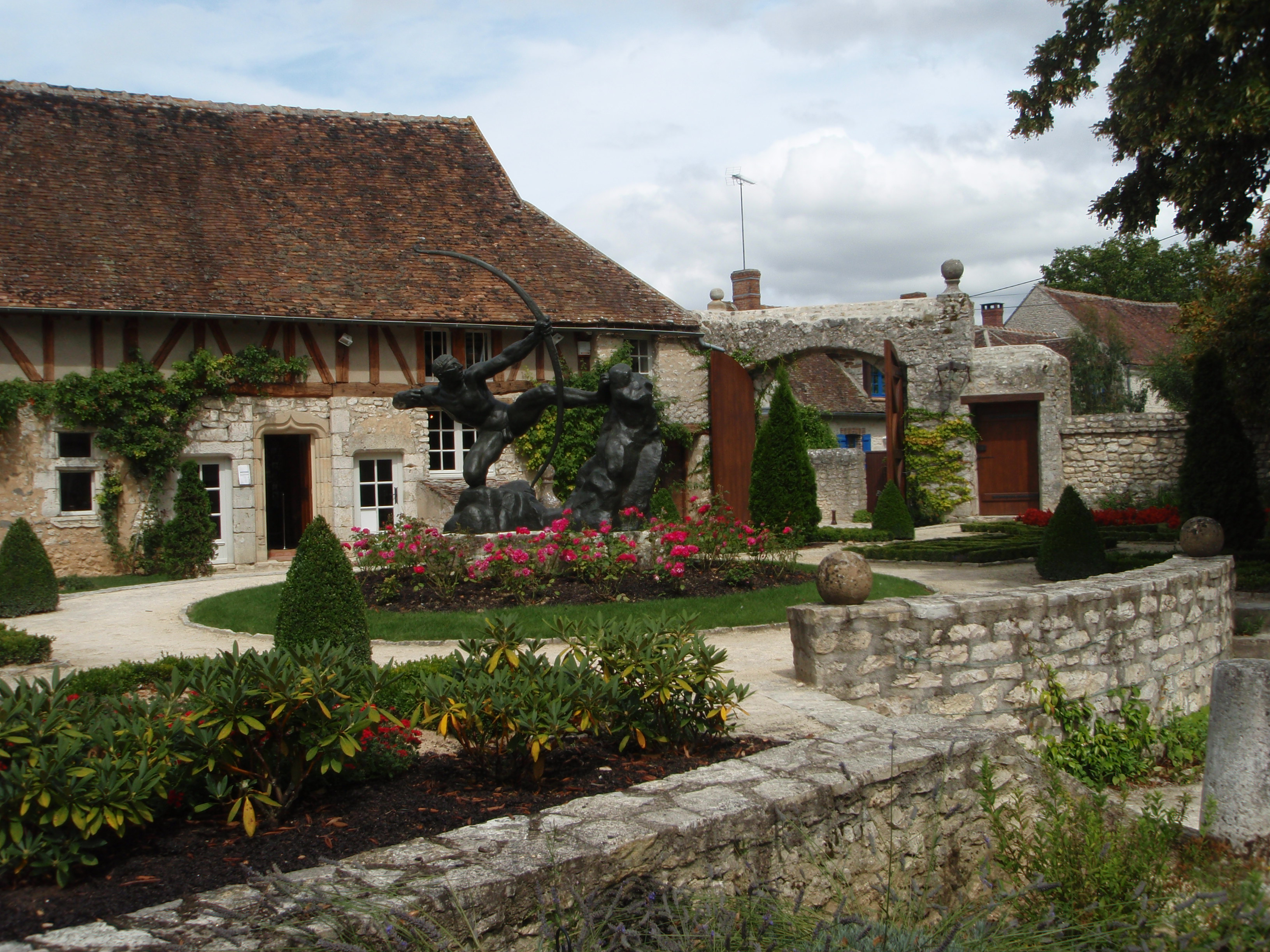
Jardin musée

## Persönlichkeiten
- Jules Massenet (1842–1912), Komponist, lebte in seinen letzten Lebensjahren in Égreville und wurde hier auch bestattet